# هوكس نست
هوكس نست (بالإنجليزية: Hawks Nest)‏ هي إحدى ضواحي منطقة الحكم المحلي لمجلس الساحل الأوسط في هانتر وميد نورث كوست في نيوساوث ويلز في أستراليا، حيثُ تقع شمال بورت ستيفنز بين بحر تسمان ونهر مايال.